# Olympische Sommerspiele 1932/Leichtathletik – Speerwurf (Frauen)

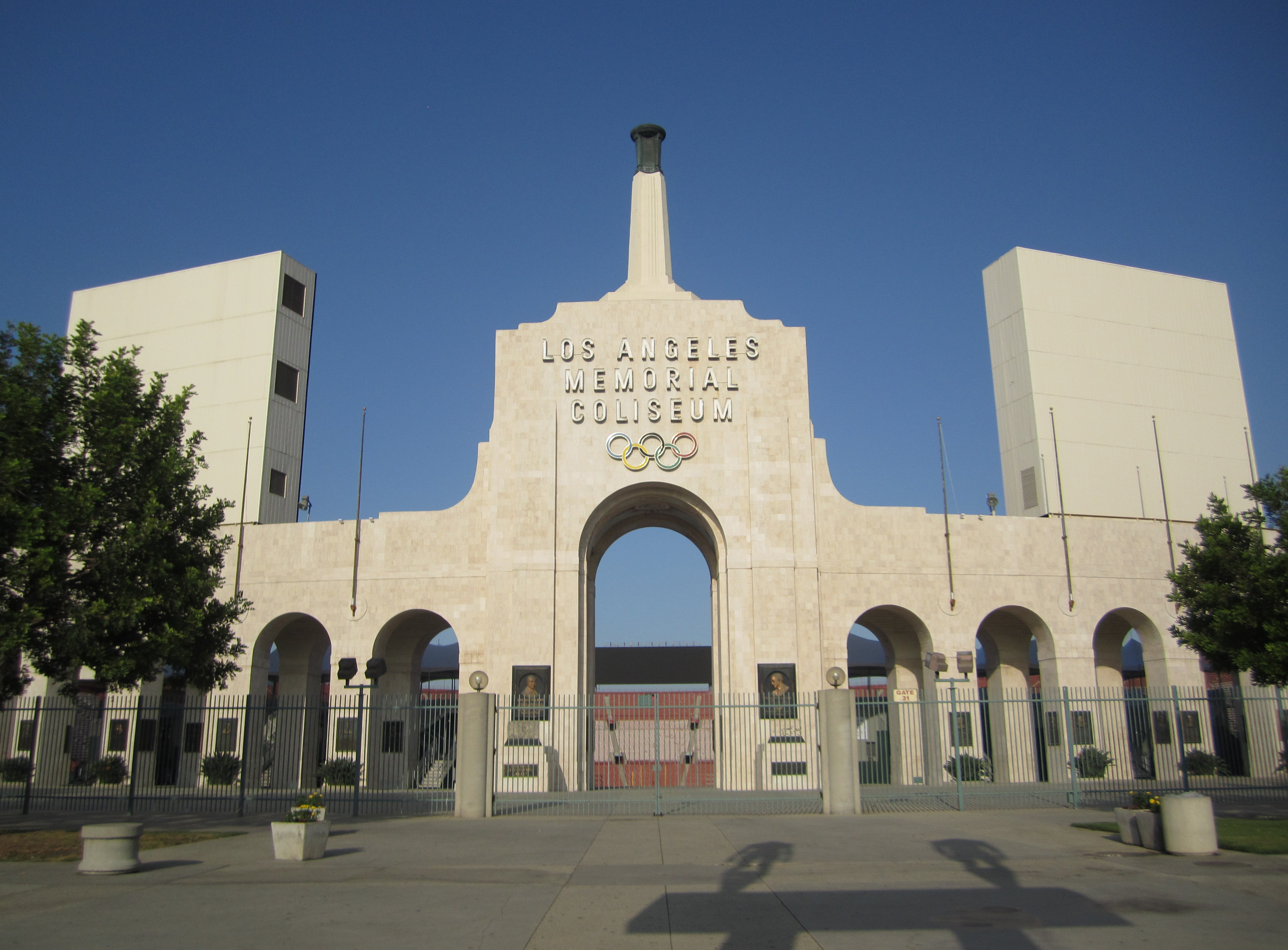
Eingang zum Los Angeles Memorial Coliseum

Der Speerwurf der Frauen bei den Olympischen Spielen 1932 in Los Angeles wurde am 31. Juli 1932 im Los Angeles Memorial Coliseum ausgetragen. Nur acht Athletinnen nahmen an der olympischen Premiere dieser Disziplin teil.
Olympiasiegerin wurde die US-Amerikanerin Mildred Didrikson vor den beiden Deutschen Ellen Braumüller und Tilly Fleischer.

## Rekorde

### Bestehende Rekorde
| Weltrekord         | 46,745 m                                    | Nan Gindele ( USA)                          | Chicago, USA                                | 18. Juni 1932                               |
| Olympischer Rekord | Wettbewerb erstmals im olympischen Programm | Wettbewerb erstmals im olympischen Programm | Wettbewerb erstmals im olympischen Programm | Wettbewerb erstmals im olympischen Programm |

### Erster olympischer Rekord
Die US-amerikanische Olympiasiegerin Mildred Didrikson erzielte mit 43,69 m den ersten olympischen Rekord in dieser Disziplin.

## Durchführung des Wettbewerbs
Wegen der geringen Anzahl an Starterinnen gab es keine Qualifikationsrunde. Alle Teilnehmerinnen bestritten am 31. Juli gemeinsam das Finale.

## Wettkampfresultat
Datum: 31. Juli 1932
| Platz | Name              | Nation          | Weite   | Anmerkung |
| ----- | ----------------- | --------------- | ------- | --------- |
| 1     | Mildred Didrikson | USA             | 43,69 m | OR        |
| 2     | Ellen Braumüller  | Deutsches Reich | 43,50 m |           |
| 3     | Tilly Fleischer   | Deutsches Reich | 43,01 m |           |
| 4     | Shinpo Masako     | Japan           | 39,08 m |           |
| 5     | Nan Gindele       | USA             | 37,95 m |           |
| 6     | Gloria Russell    | USA             | 36,74 m |           |
| 7     | María Uribe       | Mexiko          | 33,66 m |           |
| 8     | Ishizu Mitsue     | Japan           | 30,81 m |           |

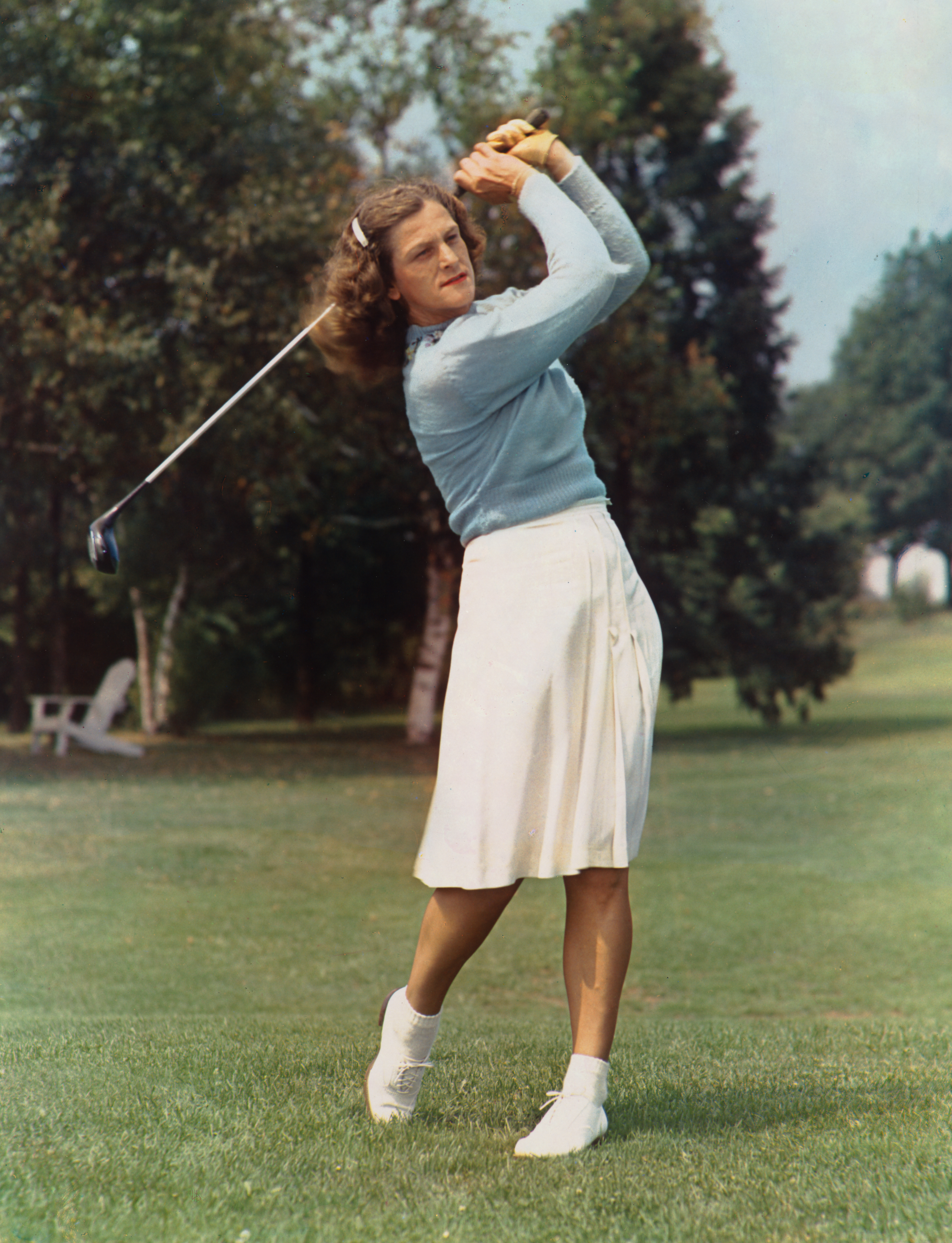
Olympiasiegerin Mildred Didrikson – hier im Jahr 1947 in ihrer späteren Karriere als Golferin unter ihrem Namen Mildred Zaharias

Als Topfavoritin trat die US-Amerikanerin Nan Gindele an, die mit 46,745 m im Juni des Olympiajahres Weltrekord geworfen hatte. Auch die Deutsche Meisterin Tilly Fleischer war aufgrund ihrer Vorleistungen im Favoritenfeld. Gleich im ersten Versuch erzielte Mildred Didrikson mit 43,69 m neuen olympischen Rekord, an dem sich alle anderen die Zähne ausbissen. Die beiden Deutschen Ellen Braumüller und Tilly Fleischer kamen mit 43,50 m und 43,01 m zwar nahe an die olympische Rekordweite heran, aber Didrikson gewann ihre erste Goldmedaille, Braumüller und Fleischer errangen Silber und Bronze, während die Weltrekordlerin Nan Gindele als Fünfte fast neun Meter unter ihrem Weltrekord blieb. Vor ihr lag noch die Japanerin Shinpo Masako auf Platz vier.
Die Versuchsserien sind unbekannt.

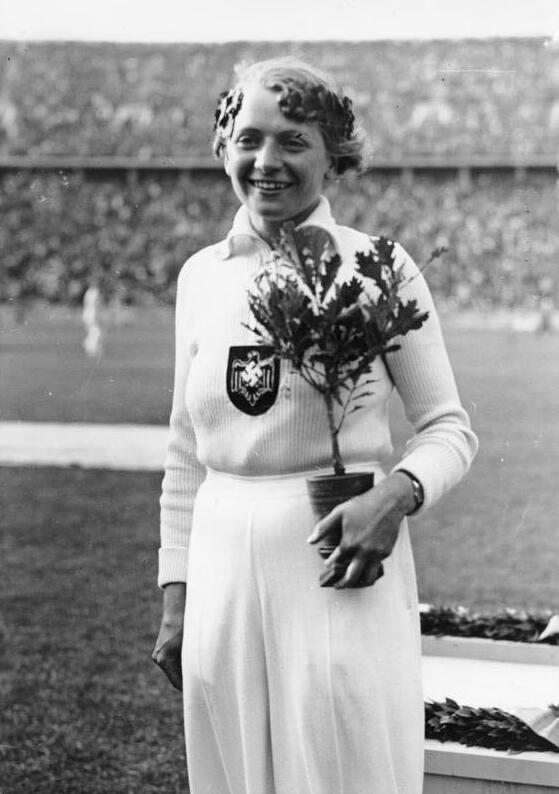
Tilly Fleischer, die 1936 Olympiasiegerin wurde, gewann hier die Bronzemedaille
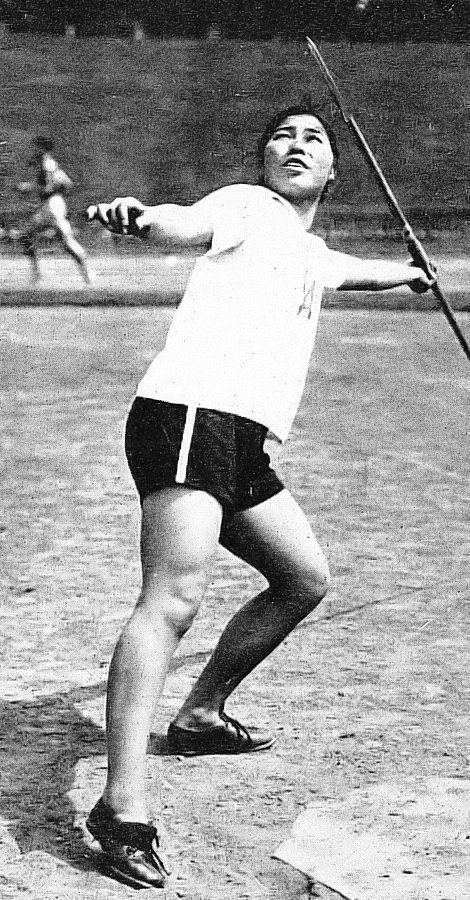
Rang vier für Shinpo Masako

## Videolinks
- 1932 Los Angeles Olympics Highlights, Bereich: 10:43 min bis 11:34 min, youtube.com, abgerufen am 9. Juli 2021
- Babe Didrikson at Los Angeles 1932, Epic Olympic Moments, youtube.com, abgerufen am 9. Juli 2021